# Antonio Masini
Antonio Masini (Calvello, 9 de Septiembre de 1933 - Potenza, 21 de deciembre de 2018), fue un pintor, escultor y grabador.

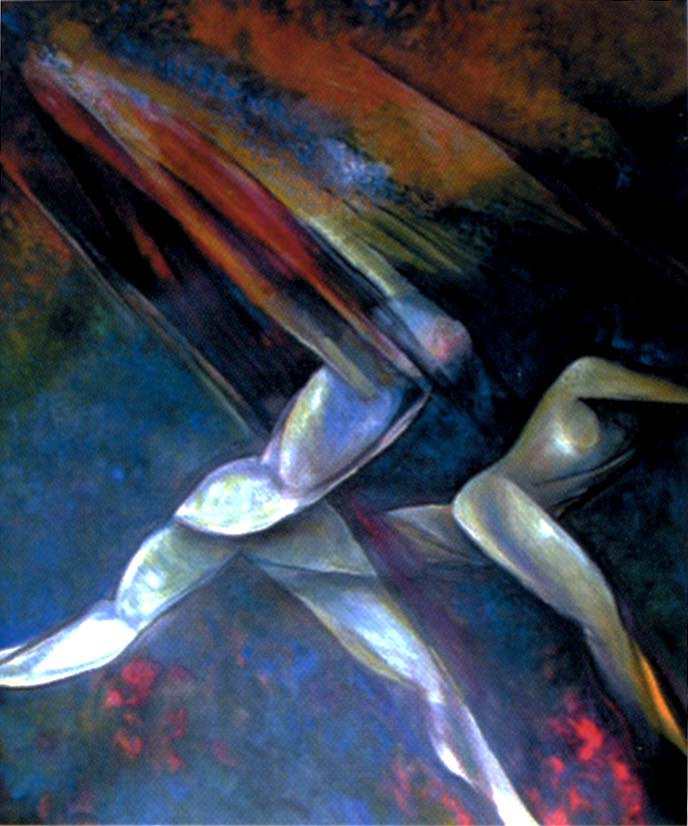
Lluvia de fuego (1999) - óleo sobre lienzo, 200x200, colección Zeccola (Melbourne).

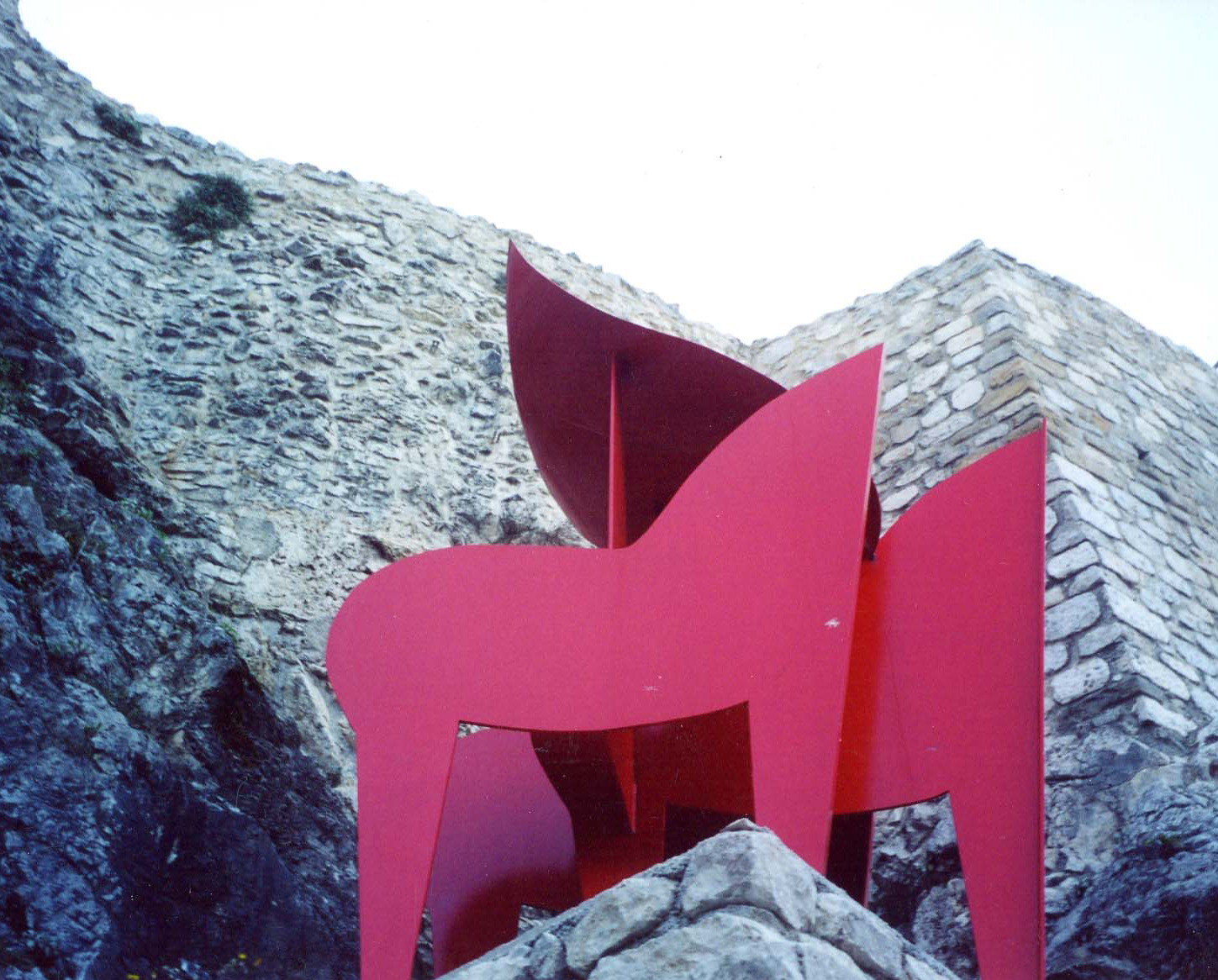
Los Caballeros de Balvano (2002), escultura de hierro policromado (400x200x350), Balvano.

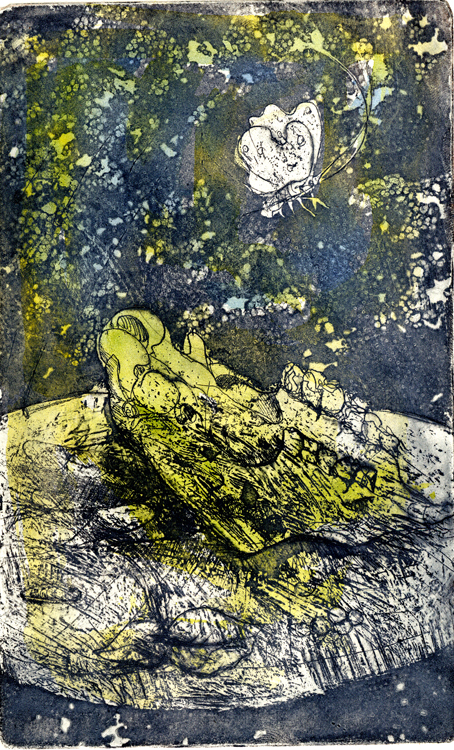
Ayer hace un milenio: homenaje a Libero De Libero (1984). Aguafuerte y aguatinta, retocado a mano, 15x10cm

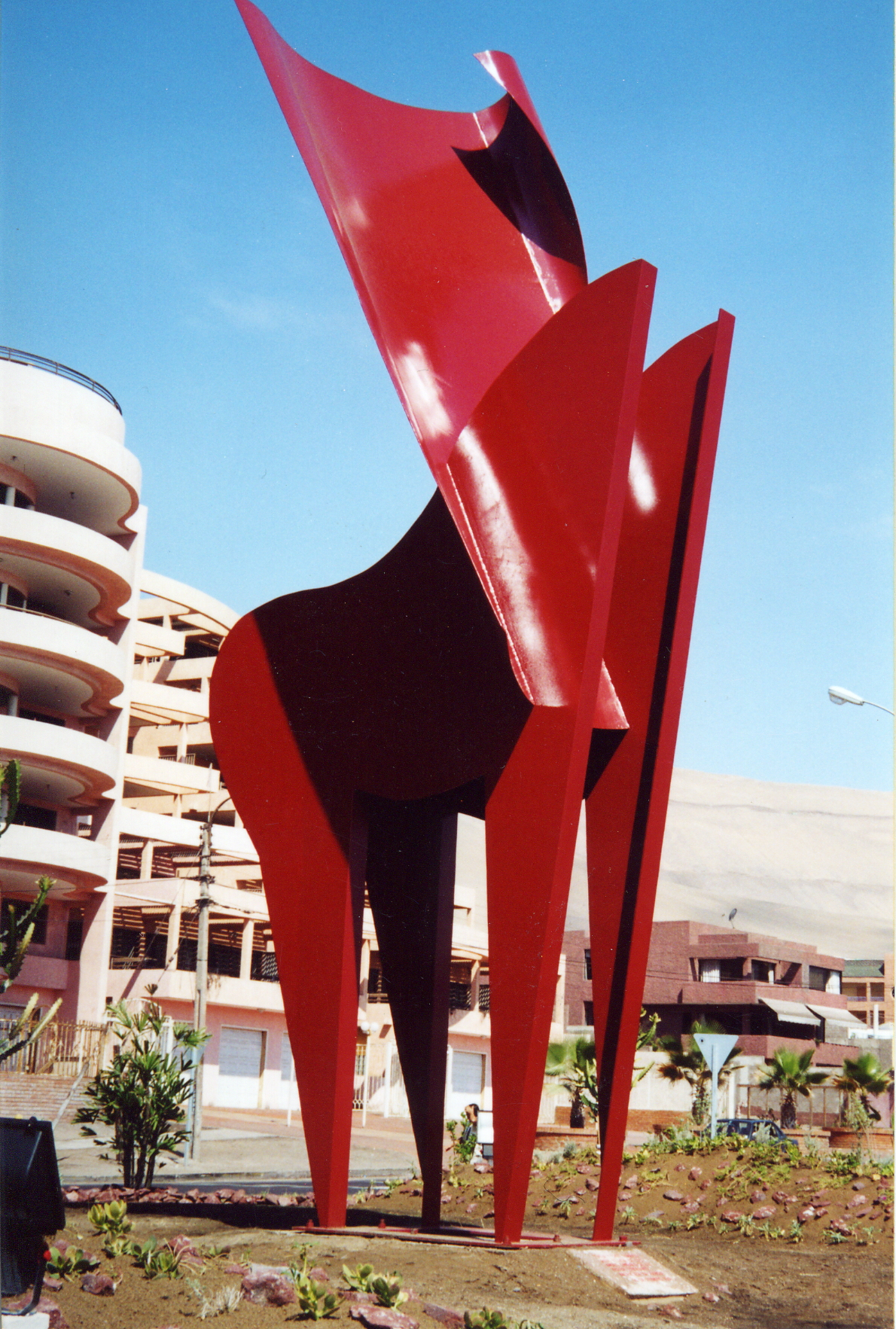
el Monumento a la Mujer Emigrante (2001) en Iquique (Chile).

## Biografía
Realizó estudios clásicos y se licenció en Derecho . En 1960 ganó el primer premio en la Exposición Nacional de Pintura “I Centenario de la Revolución Lucana”. En la década de 1970 fue invitado a exponer en Art 6'75 y Art 6'76 en Basilea y en INCO-Art en Roma (1975). En 1980 ganó un Premio Internacional de Gráfica en Cannes. Tras una primera fase centrada en temas relacionados con la civilización campesina, su lenguaje pictórico evolucionó hacia una búsqueda mágica de la realidad, desarrollada dentro de un universo figurativo ambiguo y asimétrico. Su estilo se caracteriza por una fuerza plástica basada en la descomposición de las formas y una intensa energía cromática. Su pintura recupera el concepto de pintura histórica reivindicando esa fuerza persuasiva necesaria para cualquier puesta en escena encaminada a reconstruir hechos en coordenadas temporales precisas, sin renunciar por ello al componente emocional. En esta fase «una fuerte tensión ética acompaña su pintura que se proyecta en una doble dimensión: moral y social», como en el caso de los polípticos de Fratelli Rosselli, el Políptico Balvano , dedicado al dramático terremoto de 1980 en Basilicata, «Eclipse de la Razón» para el que se inspiró en la masacre de Sabra y Chatila . 
Entre los años 90 y 2000 construyó una nueva poética en torno al poder del mito. A esta fase pertenecen las obras Mythos Mensch und Kommunikation y Kunst ohne Grenzen-Arte senza frontiere presentadas en Stuttgart y Potsdam en 1995 y 2000 y la Trilogía Andina expuesta en Iquique en 2002. En los últimos años ha expuesto en diversas antologías entre ellas Montreal (2004) y Lima (2008).
Su obra gráfica y pictórica se encuentra en diversos museos y colecciones privadas y públicas de Italia, Argentina, Australia, Bosnia-Herzegovina, Brasil, Canadá, Chile, Croacia, Finlandia, Alemania, Japón, Paraguay, Polonia, Rumania, Estados Unidos .
La energía plástica de su arte encuentra en la escultura renovadas formas de expresión y nuevas oportunidades de representación. Su producción escultórica en la primera década del 2000 es rica y variada con obras en bronce y acero en Italia y en el extranjero, entre ellas:
- el Monumento a la Mujer Emigrante (2001), una gran escultura de hierro en Iquique (Chile); [6]
- Los Caballeros de Balvano (2002) , escultura de hierro policromado (400x200x350 cm) en Balvano ;
- el Monumento aos Fundadores (2003), en la ciudad de Olímpia (São Paulo) (Brasil), una escultura de acero que conmemora el centenario de la fundación de la ciudad;
- La Puerta de los Gigantes de Potenza, una escultura de bronce que conmemora la reconstrucción tras el terremoto de 1980.  ;
- Hombre en el viento (2004), escultura de bronce (180x90x80 cm) en el Centro Leonardo da Vinci de la ciudad de Montreal (Canadá)  ;
- una escultura de bronce en Sydney (2008) dedicada al tema de la emigración y donada por la Región de Basilicata a la comunidad italiana en Australia  ;
- Hombre del Valle (2008), escultura de bronce (125x120x80 cm ) ubicada en la Reserva del Lago Coburg en la ciudad de Melbourne  ;
- la Cabalgata de Toros (2015) en Asunción, pintura mural realizada en la sede de la Asociación Basílicata en Paraguay;
- Numerosas otras esculturas se exhiben en museos, incluido el MUSMA de Matera  .

Es autor de numerosas puertas de bronce de iglesias, entre ellas la Iglesia Madre de Calvello (2005) , la Iglesia de San Gianuario en Marsico Nuovo (1999), la Iglesia de Sant′Antonio Abate en Pignola (1999)  .
Desde diciembre de 2019 está en funcionamiento la asociación Archivio Antonio Masini, creada por la familia del artista, con el objetivo de inventariar, catalogar y valorizar la obra artística de Antonio Masini y promover iniciativas, talleres y eventos de arte contemporáneo.

## Bibliografia
- Piero Adorno, Le medaglie di Antonio Masini, Potenza, Edizioni APT, 1989
- Giuseppe Appella, Arte del Novecento in Basilicata, Grafica Sud sas - Policoro (MT), 2015, pp. 45, 62, 78-81, 86, 124-126, 132
- Massimo Bignardi, La pittura contemporanea in Italia meridionale 1945-1990, Napoli, Electa Napoli, 2003
- Mario De Micheli, Antonio Masini. I Fratelli Rosselli. Catalogo della Mostra tenuta a Milano, Palazzo Sormani, 11.05-8.06 1987, BMG editore, 1987
- Armando Ginesi, Antonio Masini, Macerata, Istituto Editoriale Europeo, 1983
- Raffaele Nigro, Antonio Masini e le metamorfosi del corpo. In Nigro R.,  Novecento a colori. Percorsi nell'arte di un secolo infinito. Progedi, 2008, pp. 134–135
- Leonardo Sinisgalli, Venti disegni di Antonio Masini, Lavello, Alfagrafica Volonnino, 1985
- Franco Solmi e Nicoletta Hristodorescu, Antonio Masini. Le fonti del mito, Rocco Fontana Editore, Le Monografie di Carte Scoperte, 1984